# Natal Scorpions
Natal Scorpions é um time brasileiro de futebol americano sediado em Natal, Rio Grande do Norte. Foi fundado em maio de 2008, com o objetivo de promover o futebol americano no RN. A equipe disputará a Conferência Nordeste do Brasil Futebol Americano de 2018.

## História
O Natal Scorpions foi fundado no dia 1º de maio de 2008 por 19 amigos, interessados em FA, e que queriam difundir o esporte no Rio Grande do Norte. Em seu primeiro ano de existência, disputou o I RN Bowl, sendo derrotado pelo Ponta Negra Bulls. Em 2009, disputou seu primeiro Nordeste Bowl, também perdendo para o Ponta Negra Bulls. Em sua segunda participação na LINEFA de 2011, caiu nas semifinais, contra o Recife Mariners.
Disputou o Campeonato Brasileiro em 2012 e 2013, sem conseguir vagas nos playoffs. Em 2014, após classificar-se para a disputa da Superliga Nacional, o Scorpions pediu licença da competição, alegando problemas com questões internas da equipe.

#### ABC Scorpions (2016–2017)
Após passar por um período de reestruturação em 2015, o clube anunciou que voltaria a disputar competições em 2016. Em 20 de dezembro de 2015, disputou o primeiro amistoso pós-retorno, vencendo o Olinda Sharks 22–7. Visitou o Sharks em Olinda em 16 de janeiro de 2016, no primeiro jogo em casa da equipe pernambucana, e mais uma vez saiu vencedor (21–13). No dia 29 do mesmo mês, anunciou uma parceria com o ABC Futebol Clube, passando a utilizar o nome de ABC Scorpions.
Na preparação para a Liga Nordeste, o Scorpions realizou o primeiro jogo de futebol americano da história do Estádio Frasqueirão, vencendo o Olinda Sharks em amistoso, por 20–3. Nesta temporada, o ABC Scorpions venceu apenas 1 de suas 4 partidas na temporada regular e não se classificou aos playoffs.
Em abril de 2017, após mais de um ano de parceria entre o time de futebol do ABC e do Scorpions, a diretoria do time potiguar de futebol americano resolveu decretar o fim da união.

#### Natal Scorpions (2017–presente)
Na temporada de retorno ao nome original da equipe, os Scorpions disputaram pela segunda vez seguida a Liga Nordeste. Desta vez, a equipe potiguar venceu todos os quatro jogos da temporada regular, permitindo apenas 6 pontos de cada um de seus adversários. Na fase semifinal, passou pelo Sergipe Redentores por 29–26. E na final da Liga, venceu o Maceió Marechais por 35–27, conquistando o primeiro título de sua história e garantindo vaga na Conferência Nordeste do BFA 2018.

## Decisões
| Ano  | Bowl                   | Oponente          | Resultado |
| 2008 | RN Bowl                | Ponta Negra Bulls | D 16–46   |
| 2009 | Nordeste Bowl          | Ponta Negra Bulls | D 0–21    |
| 2017 | Final da Liga Nordeste | Maceió Marechais  | V 35–27   |

## Temporadas
| Campeão do Brasil Bowl | Campeão da Conferência | Campeão da Divisão |

| Temporada | Liga    | Conferência | Divisão    | Temporada regular | Temporada regular | Temporada regular | Temporada regular | Pós-temporada                                                                  | Prêmios | Treinador(es) |
| Temporada | Liga    | Conferência | Divisão    | Pos.              | Vit.              | Der.              | Emp.              | Pós-temporada                                                                  | Prêmios | Treinador(es) |
| --------- | ------- | ----------- | ---------- | ----------------- | ----------------- | ----------------- | ----------------- | ------------------------------------------------------------------------------ | ------- | ------------- |
| 2011      | LINEFA  | —           | Norte      | 1º                | 2                 | 1                 | 0                 | Perdeu nas Semifinais (vs Mariners) 12–20                                      |         | Daniel Torres |
| 2012      | CBFA    | Nordeste    | Norte      | 3º                | 1                 | 3                 | 0                 |                                                                                |         | Daniel Torres |
| 2013      | CBFA    | Nordeste    | Norte      | 5º                | 2                 | 4                 | 0                 |                                                                                |         | Daniel Torres |
| 2014      | SNFA    | Nordeste    | Preliminar | 1º                | 2                 | 0                 | 0                 |                                                                                |         |               |
| 2015      | Inativo | Inativo     | Inativo    | Inativo           | Inativo           | Inativo           | Inativo           | Inativo                                                                        | Inativo | Inativo       |
| 2016      | LNFA    | Nordeste    | Norte      | 3º                | 1                 | 3                 | 0                 |                                                                                |         | Eliézer Pires |
| 2017      | LNFA    | Nordeste    | Norte      | 1º                | 4                 | 0                 | 0                 | Venceu as Semifinais (vs Redentores) 29–26 Venceu a Final (vs Marechais) 35–27 |         | Eliézer Pires |
| 2018      | BFA     | Nordeste    | Norte      |                   |                   |                   |                   |                                                                                |         | Eliézer Pires |